# Mount Mervyn
Mount Mervyn ist ein spitzer und 2286 m hoher Berg im ostantarktischen Mac-Robertson-Land. Er ragt 10 km südlich des Mount Kirkby im Hauptmassiv der Porthos Range der Prince Charles Mountains auf.
Die Mannschaft um den australischen Bergsteiger William Gordon Bewsher (1924–2012) sichtete ihn im Dezember 1956 im Rahmen der Australian National Antarctic Research Expeditions. Namensgeber ist Mervyn Valdemar Christensen (* 1923), Meteorologe auf der Mawson-Station im Jahr 1956.